# Aslanbəyli
Aslanbəyli è un comune dell'Azerbaigian situato nel distretto di Qazax.